# Pazos da Abeleda
Pazos da Abeleda es un lugar español situado en la parroquia de Abeleda, del municipio de Junquera de Ambía, en la provincia de Orense, Galicia.

## Demografía
| Gráfica de evolución demográfica de Pazos da Abeleda entre 2000 y 2022 |
|                                                                        |
| Datos según el nomenclátor publicado por el INE.                       |